# Присвојни придеви
Присвојни придеви (лат. adjectiva possessiva; грч. κτητικά επίθετα) су посебна врста придева, који служе за исказивање припадности, што је њихова основна семантичка улога. У лингвистичкој терминологији, за присвојне придеве се такође користе и неки други називи, као што су: посесивни придеви (од лат. possessivus) или ктетички придеви (од стгрч. κτητικός / ktētikós). Присвојни придеви су један од најчешћих чинилаца у обликовању присвојних исказа, помоћу којих се саопштава коме или чему припада појам на који се присвојни придев односи.
Присвојни придеви се граде додавањем одговарајућих афикса (најчешће суфикса или префикса) на именске основе. У српском језику, грађење присвојних придева по правилу се врши додавањем одговарајућег суфикса на именску основу, а међу најчешће употребљаваним наставцима су: -ски, -шки, -чки, -ни, -ов, -ев, -ин и други. Тако се, на пример, од именице шума додавањем наставка -ски на именску основу (шум-) гради присвојни придев шумски, док се од именице држава додавањем наставка -ни на именску основу (држав-) гради присвојни придев државни. Присвојни придеви изведени из властитих именица додавањем суфикса -ов, -ев, -ин пишу се великим словом (Станков, Милошев, Драгичин), док се малим словом пишу присвојни придеви који су из властитих именица изведени додавањем суфикса -ски, -шки, -чки (београдски, нишки, крагујевачки).
Проучавање значења и улоге присвојних придева у језичком изражавању припадности (присвојности) потпада под област семантике, а поједина питања која се односе на творбу и употребу присвојних придева задиру и у област других лингвистичких дисциплина, као што су ономастика и социолингвистика. Посебан проблем у области творбе и употребе присвојних придева представља нормирање облика који се изводе из етнонима, демонима и политонима, што долази до пуног изражаја приликом нормирања појединих присвојних придева који се изводе из појмова који су вишезначни или спорни. У оквирима српске лингвистике, решавањем таквих питања бави се Одбор за стандардизацију српског језика.